# John Sandwall
John Anders Gunnar Sandwall (Åseda, 26 de diciembre de 1917-Oravais, 17 de febrero de 1980) fue un deportista sueco que compitió en esgrima, especialista en la modalidad de espada. Ganó una medalla de plata en el Campeonato Mundial de Esgrima de 1962 en la prueba por equipos.

## Palmarés internacional
| Campeonato Mundial | Campeonato Mundial       | Campeonato Mundial | Campeonato Mundial |
| Año                | Lugar                    | Medalla            | Prueba             |
| ------------------ | ------------------------ | ------------------ | ------------------ |
| 1962               | Buenos Aires (Argentina) | Medalla de plata   | Espada por equipos |